# Ferrari 612 Scaglietti
Ferrari 612 Scaglietti (Type F137) — чотирьохмісне купе класу гран-турізмо створене в 2004 році спеціалістами італійського автовиробника Ferrari.

## Опис

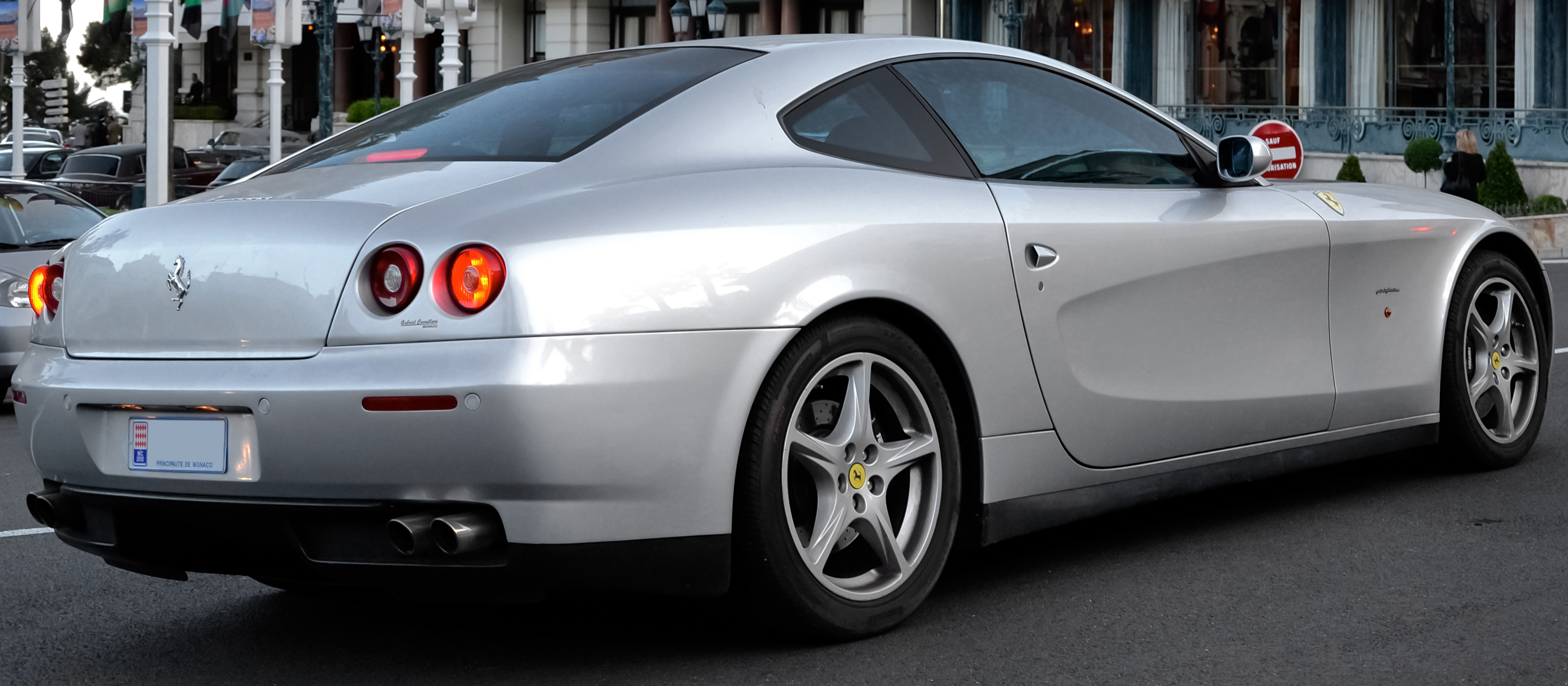
Ferrari 612 Scaglietti (2004-2008)

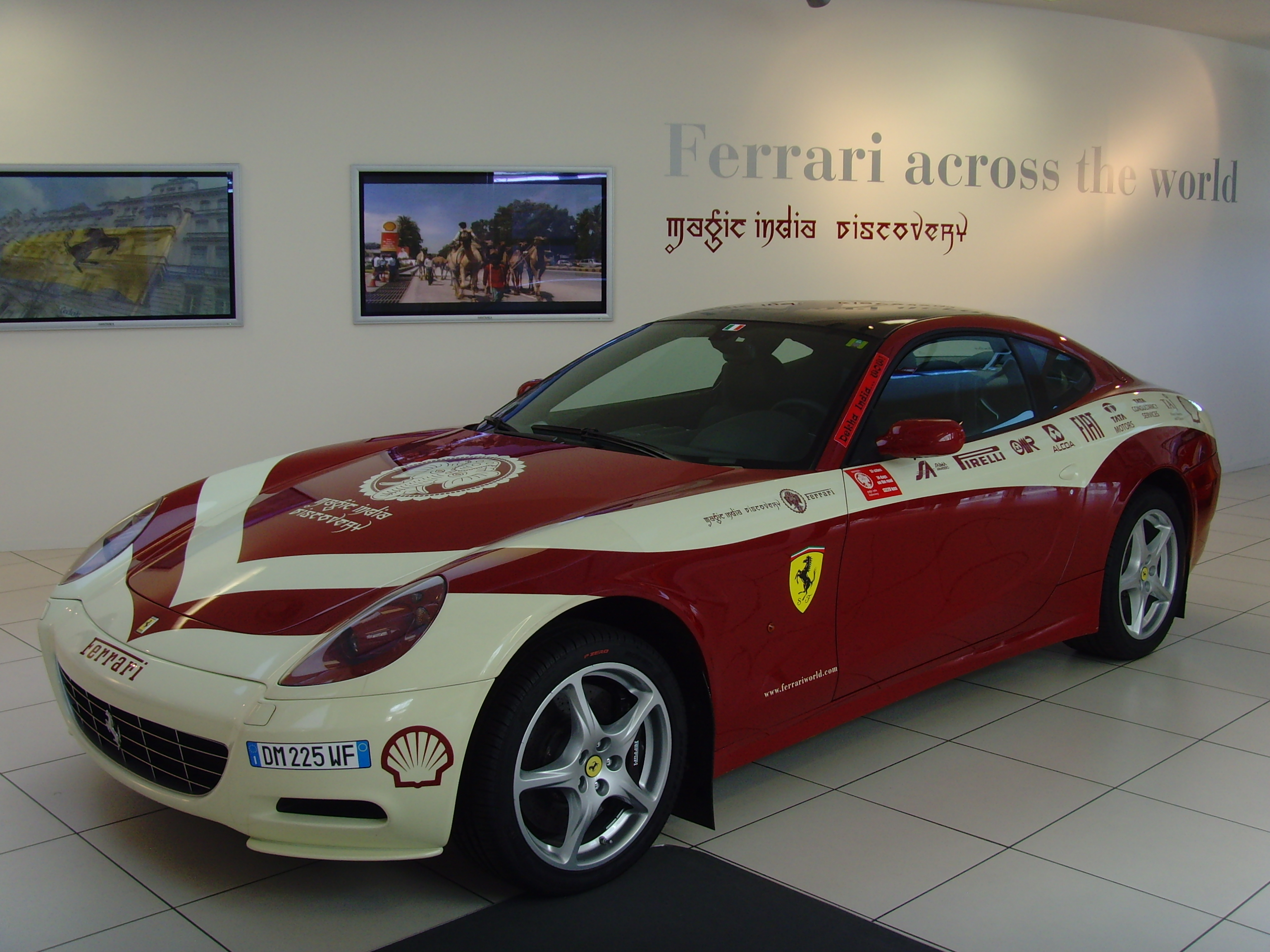
Ferrari 612 Scaglietti з панорамним дахом (2008-2010)

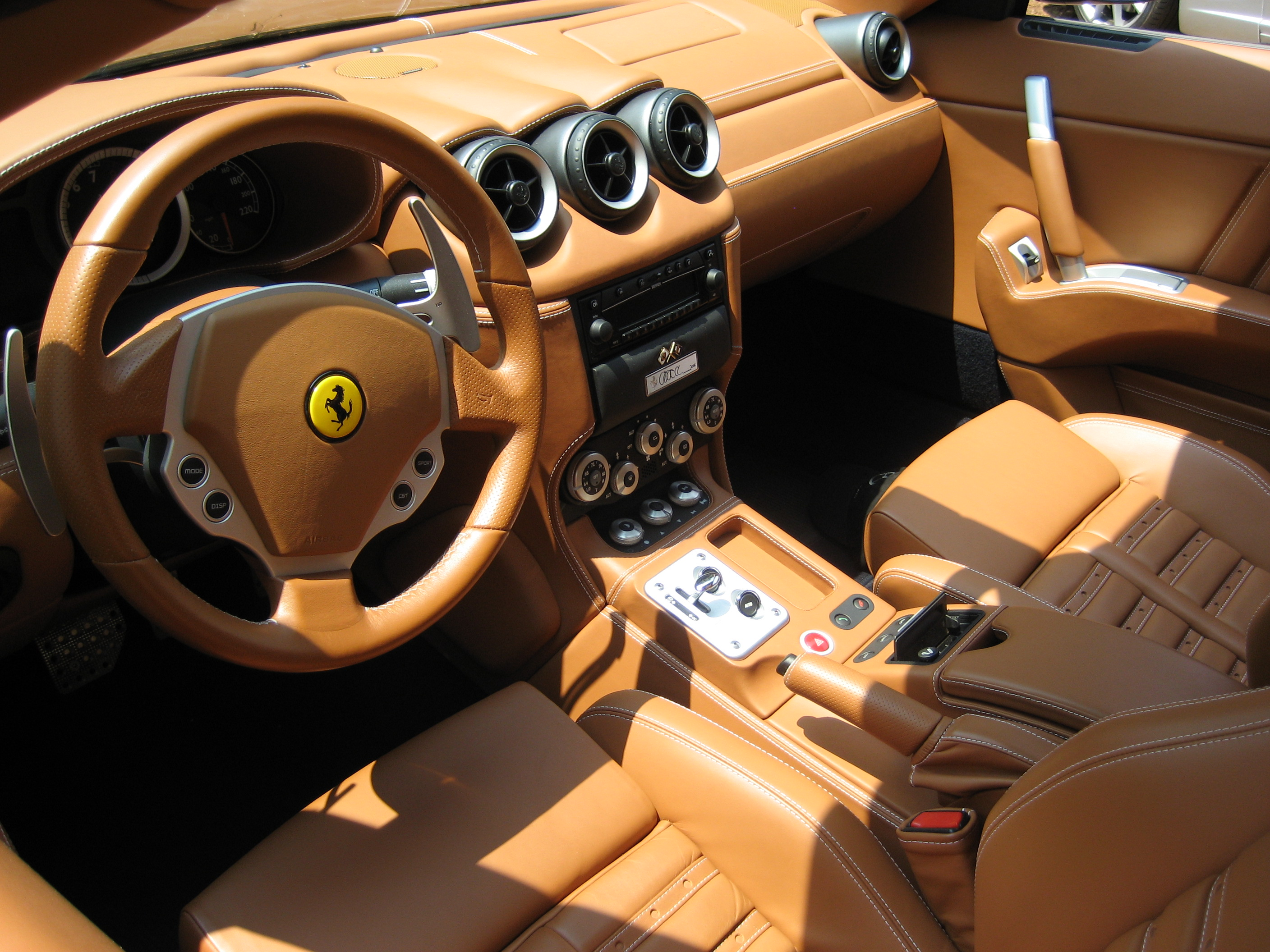
Салон Ferrari 612 Scaglietti

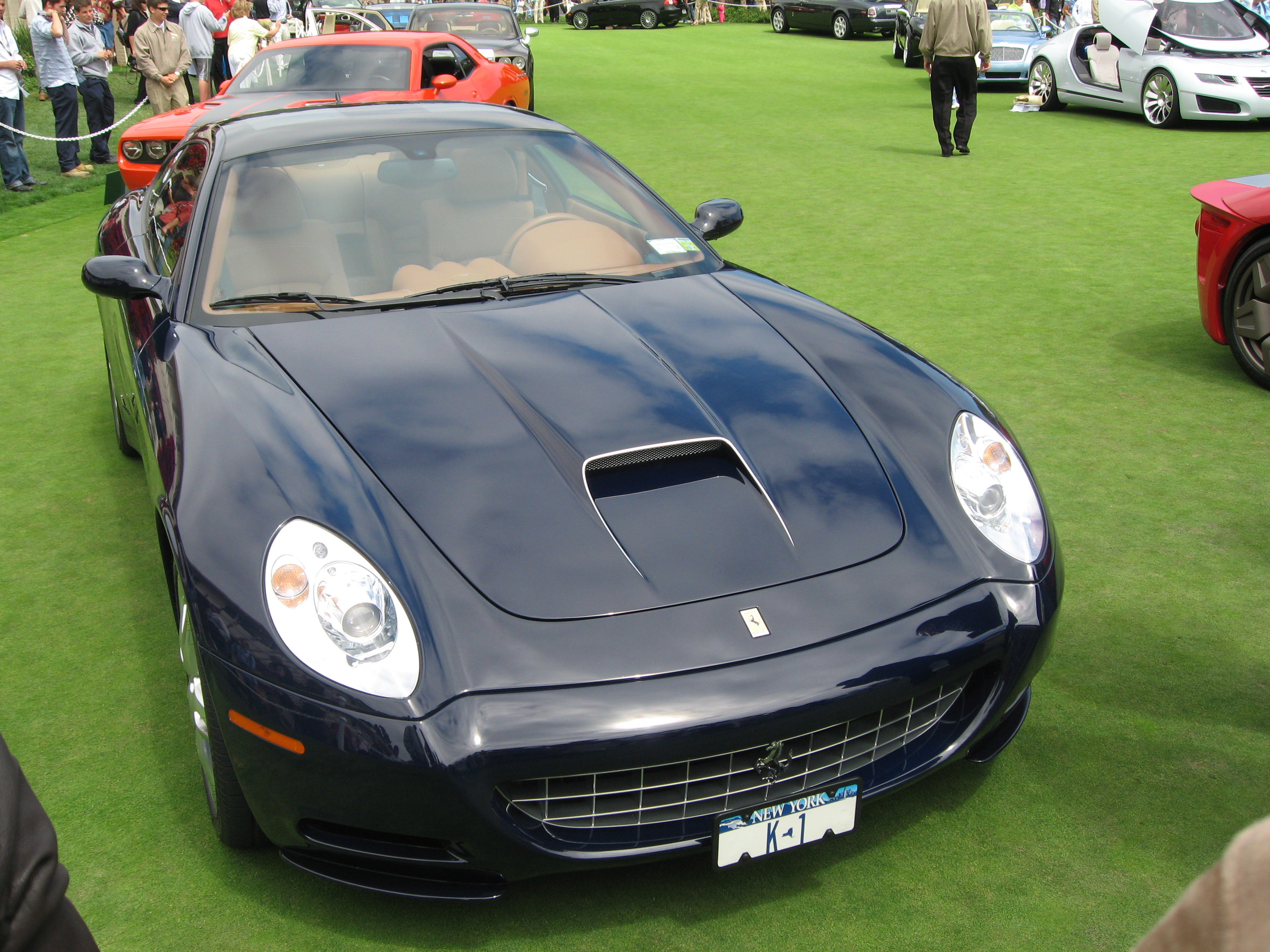
Ferrari 612 Kappa

612 Scaglietti створена щоб замінити Ferrari 456 яка виготовлялась з 1992 року. Як і майже всі інші Феррарі дизайн кузова виготовляла студія Pininfarina. GranTurismo має легкий алюмінієвий кузов і названий на честь дизайнера кузовів Sergio Scaglietti.
Ferrari 612 оснащена двигуном V12, який встановлений повздовжно в передній частині автомробіля, який забезпечує потужність 540 к.с. (397 кВт). Автомобіль має максимальну швидкість 315 км/год і розганяється за 4,2 секунди з 0 до 100 км/год. Можна за бажанням можна замовити додаткові опції, такі як підігрів передніх сидінь, поліровані 19" колісні диски, напівавтоматична КПП F1 (з 2009 року — стандарт), спортивну вихлопну систему. Під час модернізації в 2008 році, автомобіль тепер оснащений панорамним скляним дахом.
Дві третини автомобілів пофарбовані в колір Rosso Corsa ("гоночний червоний"), але були й ішні кольори (зазвичай сріблястий металік). 612 розроблена в традиції великої Ferrari 2+2 і більше нагадує, так само як Ferrari 599 GTB, класичні автомобілі 60-х років, ніж поточну  спортивну модель Ferrari 458 Italia з середнім розташуванням двигуна.
В 2007 році компанія Pininfarina спеціально для американського підприємці і колекціонера автомобілів Пітера С. Калікова розробила Ferrari 612 K на основі Ferrari 612 Scaglietti. K або Kappa названо спеціально для Калікова. Унікальна Ferrari 612 Kappa має серійний номер 145746 і забарвлена в колір синій Pozzi.
Наступник Scaglietti носить назву Ferrari FF (абревіатура "FF" розшифровується як "Ferrari Four") і була введена в 2011 році.

## Двигун
- 5.7 L Tipo F133F/H V12 540 к.с. при 7,250 об/ха 588 Нм при 5,250 об/хв